# Stadio Sergio Lanfranchi
Das Stadio Sergio Lanfranchi (zuvor Stadio XXV Aprile) ist ein Stadion in der italienischen Stadt Parma. Es wird hauptsächlich für Rugbyspiele genutzt.

## Geschichte
Das bei seiner Eröffnung 2008 zunächst Stadio XXV Aprile genannte Stadion ersetzte das an anderer Stelle in Parma befindliche, originale Stadio Sergio Lanfranchi, welches im Juli 2008 abgerissen wurde. Es beherbergt die Rugby-Vereine Crociati Parma Rugby FC und GranDucato Parma Rugby sowie die American-Football-Teams Parma Panthers und Bobcats Parma. Seit 2012 wurde es auch die Heimspielstätte der neugegründeten Franchise-Mannschaft der Zebre Parma, die die insolvente Mannschaft Aironi in der Profiliga United Rugby Championship als auch im European Rugby Champions Cup ablöste.
Die Umbenennung in Stadio Sergio Lanfranchi erfolgte 2015.